# Mobergia calculiformis
Mobergia calculiformis är en lavart som först beskrevs av W. A. Weber, och fick sitt nu gällande namn av H. Mayrhofer & Sheard. Mobergia calculiformis ingår i släktet Mobergia och familjen Physciaceae.   Inga underarter finns listade i Catalogue of Life.